# Grindă

O grindă static determinată, încovoindu-se sub o sarcină uniform distribuită

În ingineria civilă o grindă este un element structural care rezistă în primul rând la sarcini⁠(d) aplicate lateral față de axa grinzii (un element proiectat să suporte o sarcină paralel cu axa sa ar fi un „stâlp”, un „pilon” sau o „coloană”). Modul său de deformare este în primul rând prin încovoiere, deoarece sarcinile produc reacțiuni în punctele de sprijin ale grinzii și momente încovoietoare, forțe tăietoare, tensiuni și deformații. Grinzile sunt caracterizate prin modul lor de sprijin, profil (forma secțiunii transversale), condiții de echilibru, lungime și material.
Tradițional, grinzile sunt elemente structurale ale clădirilor sau ale altor realizări ale ingineriei civile, unde grinzile sunt orizontale și sunt încărcate cu sarcini verticale. Totuși, orice structură poate conține grinzi, cum ar fi componente de automobile, aeronave și alte sisteme mecanice sau structurale. Orice element structural, în orice orientare, care rezistă în primul rând la sarcini aplicate lateral pe axa elementului este o grindă.

## Descriere
Istoric, o grindă este o bară de lemn cu secțiunea pătrată, dar poate fi făcută și din metal, piatră sau o combinație a acestora, de exemplu beton armat.
De obicei grinzile sunt încărcate cu forțe verticale determinate de gravitație, dar sunt folosite și pentru a transmite încărcările orizontale, cum ar fi cele datorate vântului, a unui cutremur, sau cele de întindere determinate de împingerile de către căpriori sau de compresiune la bantine. Sarcinile suportate de o grindă sunt transferate la coloane, pereți sau la alte grinzi, apoi la elementele structurale adiacente și, eventual, la sol.

## Clasificarea pe baza modului de sprijinire
În inginerie grinzile pot fi sunt de mai multe tipuri:
- Simplu rezemată – grinda este sprijinită la capete, fiind liberă să se rotească local în urma încovoierii, nefiind supusă unor momente în reazeme.
- Încastrată – grinda este fixată la ambele capete, unde rotațiile sunt împiedicate.
- Extinsă – un capăt al grinzii simplu rezemate depășește reazemul.
- Dublu extinsă – ambele capete al grinzii simplu rezemate depășesc reazemele.
- Continui – grinda este sprijinită în mai mult de două puncte.
- În consolă – grinda este fixată la un capăt și liberă la celălalt.
- Cu zăbrele – grinda este formată din mai multe elemente, formând o structură rigidă.[3]
- Pe arcuri – reazemele sunt arcuri.
- Pe fundație elastică.

## Moment de inerție axial

Exemplu de creștere a momentului de inerție axial, I_{zz} prin redistribuirea masei grinzii.
A – cele două jumătăți ale secțiunii se află la distanța 5,00 față de axa z,
B – cele două jumătăți ale secțiunii se află la distanța 15,00 față de axa z (zona centrală, uzuală la profile „I” este aici ignorată)

În relațiile de calcul ale barelor⁠(d) variabila I reprezintă momentul de inerție axial: el este suma de-a lungul axei paralele cu sarcina a expresiei dA•r2, unde r este distanța față de axa neutră a elementului de arie infinitezimal dA. O valoare mare a lui I indică o rigiditate mai mare a grinzii la încovoiere. Pentru aceeași arie a secțiunii momentul de inerție axial poate fi crescut prin distribuirea masei grinzii la distanțe r cât mai mari, rezultând secțiuni speciale, cum sunt profilele „I”.

## Tensiuni
Presupunând că nu există torsiune sau încărcare axială, sarcinile de pe o grindă produc în interiorul grinzii tensiuni de întindere/compresiune și tangențiale. În mod normal, sub influența gravitației, grinda se încovoaie într-un arc ușor circular, cu lungimea sa inițială scurtată în partea de sus, formând un arc cu rază mai mică, și lungită în partea de jos, formând un arc de rază mai mare. Axa grinzii, care își păstrează lungimea inițială, este în general la jumătatea distanței dintre partea de sus și de jos și nu este nici comprimată, nici întinsă și definește „axa neutră” (linia punctată în figura de la începutul articolului).
În dreptul reazemelor grinda este supusă forțelor tăietoare. La grinzile din beton armat betonul este în întregime în compresiune, forțe de întindere fiind preluate de armătura de oțel plasată de preferință în partea inferioară a grinzii. La grinzile de beton precomprimat armătura de  oțel de înaltă rezistență este întinsă în timp ce betonul este turnat peste ea. După întărirea betonului, armătura este eliberată încet, iar grinda devine încărcată cu sarcini axiale excentrice. Această încărcare excentrică creează un moment intern opus momentelor produse de sarcinile externe, care crește capacitatea de rezistență la încovoiere a grinzii. Grinzile precomprimate sunt utilizate în mod obișnuit la podurile autostrăzilor.